# Anna Sui
Anna Sui (chiń. upr. 萧志美; chiń. trad. 蕭志美; pinyin Xiao Zhìměi, japoński: アナスイ) (ur. 4 sierpnia 1964, Detroit) – amerykańska projektantka mody pochodzenia azjatyckiego. 
Jej marka firmuje produkty z różnych kategorii, obuwie, kosmetyki, perfumy, okulary, biżuterię, akcesoria oraz linie prezentów. Produkty Anna Sui są sprzedawane przez jej dystrybutorów oraz za pomocą jej wolnostojących sklepów obecnych na całym świecie w ponad 50 krajach.

## Życiorys
Anna Sui urodziła się w 1964 roku i wychowywała się na przedmieściach Detroit w stanie Michigan. Jej rodzice byli imigrantami z Chin.
Ukończyła studia w Parsons School of Design w Nowym Jorku. Kolegą z roku był Steven Meisel. Wspólnie z projektantem pracowała nad jego autorskimi projektami np. przy stylizacjach do sesji fotograficznych.
Momentem przełomowym był pierwszy pokaz mody Sui w 1981 roku, gdzie jej kreacje w charakterystycznej rock'n'rollowej i punkowej odsłonie na wybiegu zaprezentowały supermodelki: Linda Evangelista i Naomi Campbell.

## Wyróżnienia
Została uznana za jedną z „Top ikon mody Dekady 5”, a w 2009 roku zdobyła nagrodę Geoffrey Beene za całokształt twórczości, nadaną przez Radę Projektantów Mody Ameryki (CFDA), dołączając do grona Yves Saint Laurent, Giorgio Armani, Ralph Lauren i Diane von Furstenberg.